# PDZ domen
PDZ domen je zajednički strukturni domen sa 80-90 aminokiselina koji je nađen kod signalnih proteina bakterija, kvasca, biljki, virusa i životinja. PDZ je akronim formiran kombinovanjem prvih slova imena tri proteina — PSD95 (engl. post synaptic density protein), DlgA (engl. Drosophila disc large tumor suppressor), i zo-1 (engl. zonula occludens-1 protein) — za koje su prvo otkriveno da imaju zajednički domen. PDZ domeni su se ranije nazivali DHR (Dlg homolognim regionom) ili GLGF (glicin-leucin-glicin-fenilalanin) domenima. Ti domeni pomažu vezivanje transmembranskih proteina za citoskelet i drže na okupu signalne komplekse.
 domeni imaju sposobnost vezivanja za kratki region C-terminusa drugih specifičnih proteina. Ti kratki regioni se vezuju za PDZ domen putem augmentacije beta ravni. Beta ravan PDZ domena se uvećava dodatkom dodatnog beta lanaca iz vezanog proteina.

## Proteini koji sadrže ovaj domen
PDZ domeni su nađeni kod više hiljada poznatih proteina Ti proteini su široko rasprostranjeni kod eukariota i eubakterija, dok ima veoma malo primera tih proteina kod . PDZ domeni su često sa drugim proteinskim domenima i te kombinacije im omogućavaju da izvršavaju njihove specifične funkcije. Na primer za PDZ domene u PSD-95 proteinima je utvrđeno da su vezani sa  domenom i guanilat kinaznim domenom.

## Literatura
1. ↑  Boxus M, Twizere JC, Legros S, Dewulf JF, Kettmann R, Willems L (2008). „The HTLV-1 Tax interactome”. Retrovirology. 5: 76. PMC 2533353 . PMID 18702816. doi:10.1186/1742-4690-5-76.
2. ↑  Ponting CP (1997). „Evidence for PDZ domains in bacteria, yeast, and plants”. Protein Sci. 6 (2): 464—8. PMC 2143646 . PMID 9041651. doi:10.1002/pro.5560060225.
3. ↑  Ponting CP, Phillips C (1995). „DHR domains in syntrophins, neuronal NO synthases and other intracellular proteins”. Trends Biochem. Sci. 20 (3): 102—3. PMID 7535955. doi:10.1016/S0968-0004(00)88973-2.
4. ↑  Ranganathan R, Ross E (1997). „PDZ domain proteins: scaffolds for signaling complexes.”. Curr Biol. 7 (12): R770—3. PMID 9382826. doi:10.1016/S0960-9822(06)00401-5.
5. ↑  Cowburn D (1997). „Peptide recognition by PTB and PDZ domains”. Curr. Opin. Struct. Biol. 7 (6): 835—8. PMID 9434904. doi:10.1016/S0959-440X(97)80155-8.
6. ↑  Lee HJ, Zheng JJ (2010). „PDZ domains and their binding partners: structure, specificity, and modification”. Cell Commun. Signal. 8: 8. PMC 2891790 . PMID 20509869. doi:10.1186/1478-811X-8-8.
7. ↑  Ponting CP (1997). „Evidence for PDZ domains in bacteria, yeast, and plants”. Protein Sci. 6 (2): 464—8. PMC 2143646 . PMID 9041651. doi:10.1002/pro.5560060225.

## Dodatna literatura
- Ponting CP, Phillips C, Davies KE, Blake DJ (1997). „PDZ domains: targeting signalling molecules to sub-membranous sites”. Bioessays. 19 (6): 469—79. PMID 9204764. doi:10.1002/bies.950190606.
- Doyle DA, Lee A, Lewis J, Kim E, Sheng M, MacKinnon R (1996). „Crystal structures of a complexed and peptide-free membrane protein-binding domain: molecular basis of peptide recognition by PDZ”. Cell. 85 (7): 1067—76. PMID 8674113. doi:10.1016/S0092-8674(00)81307-0.

## Spoljašnje veze
- domen kao kompleksni adaptivni sistem
- domen